# Линдер, Клаус
Клаус Линдер (нем. Klaus Linder; 29 мая 1926, Цюрих — 19 августа 2009, Базель) — швейцарский пианист и музыкальный педагог.
Окончил Базельскую консерваторию (1952) по классу Пауля Баумгартнера. Уже в 1948 году начал преподавать там же, среди его учеников Патрик Коэн, Вольфрам Лоренцен, Марианна Шрёдер. В 1969—1974 гг. директор Базельской музыкальной академии (бывшей консерватории). С 1986 года на пенсии.
Вместе с певцом Куртом Видмером записал альбом песен Вацлава Яна Томашека (1981).
Имя Линдера носит концертный зал Базельской музыкальной академии (нем. Klaus Linder-Saal).